# Финал Кубка СССР по футболу 1961
Финал Кубка СССР по футболу 1961 состоялся 29 октября 1961 года. Донецкий «Шахтёр» переиграл московское «Торпедо» со счётом 3:1 и стал обладателем Кубка СССР.

## Путь к финалу
| Торпедо (Москва)         | Торпедо (Москва) | Торпедо (Москва) | Этап        | Шахтёр (Донецк)       | Шахтёр (Донецк) | Шахтёр (Донецк) |
| ------------------------ | ---------------- | ---------------- | ----------- | --------------------- | --------------- | --------------- |
| Соперник                 | Место            | Счёт             |             | Соперник              | Место           | Счёт            |
| Торпедо (Таганрог)       | В гостях         | 2:1              | 1/32 финала | Динамо Хмельницкий)   | В гостях        | 2:0             |
| Трудовые резервы (Курск) | Дома             | 8:0              | 1/16 финала | Спартак (Фергана)     | В гостях        | 3:0             |
| Спартак (Ленинград)      | Дома             | 3:0              | 1/8 финала  | Динамо (Тбилиси)      | Дома            | 3:2             |
| СКА (Ростов-на-Дону)     | В гостях         | 3:2              | 1/4 финала  | Шахтёр (Сталиногорск) | Дома            | 3:1             |
| Зенит (Ленинград)        | Дома             | 2:0              | 1/2 финала  | Адмиралтеец           | В гостях        | 3:0             |

## Ход финального матча
Сталинский «Шахтёр» и московское «Торпедо» в первый раз встречались в рамках финала в истории кубков СССР. До этого они лишь раз сходились на какой-либо из стадий этого турнира: в 1/8 финала Кубка СССР 1958 года «Торпедо» одержало гостевую волевую победу (2:1), проигрывая после первого тайма, и вышло в четвертьфинал.
Игра началась с атаки футболистов «Торпедо», но ещё на 1-й минуте горняки успели провести атаку, завершившуюся взятием ворот москвичей. Отличился Анатолий Родин, отправивший мяч под перекладину. Автозаводцы бросились отыгрываться, но надёжно играли оборона и голкипер горняков. Под занавес первого тайма москвичам всё же удалось восстановить равновесие в матче: по правому флангу Геннадий Гусаров отдал передачу на Славу Метревели, и тот забил в дальний угол ворот «Шахтёра».
После перерыва футболисты «Торпедо» продолжили свои атаки. Но на 64-й минуте к мячу, оказавшемуся «бесхозным» в штрафной «Торпедо», первым подоспел форвард «Шахтёра». К нему опрометчиво бросился вратарь москвичей Анзор Кавазашвили, за 4 минуты до эпизода вышедший на замену, но мяч после удара Ананченко минует голкипера и влетает в сетку ворот. На 70-й минуте горняки разыгрывали красивую комбинацию при участии Родина и Юрия Захарова, на завершающей стадии которой Ананченко головой забивает третий гол в ворота «Торпедо». Счёт не изменился до конца встречи и «Шахтёр» впервые в своей истории стал обладателем Кубка СССР по футболу.

## Финал
| Торпедо Москва | 1:3   | Шахтёр Сталино               |
| -------------- | ----- | ---------------------------- |
| Метревели 45′  | Отчёт | Родин 1′ · Ананченко 65′ 70′ |

| ТОРПЕДО:        |  |                   |  |     |
|                 |  |                   |  |     |
| Вр              |  | Анатолий Глухотко |  | 60' |
| Зщ              |  | Владимир Хомутов  |  |     |
| Зщ              |  | Виктор Шустиков   |  |     |
| Зщ              |  | Леонид Островский |  |     |
| ПЗ              |  | Валерий Воронин   |  |     |
| ПЗ              |  | Николай Маношин   |  |     |
| ПЗ              |  | Слава Метревели   |  |     |
| ПЗ              |  | Валентин Иванов   |  |     |
| ПЗ              |  | Геннадий Гусаров  |  |     |
| Нап             |  | Борис Батанов     |  |     |
| Нап             |  | Олег Сергеев      |  | 41' |
| Замены:         |  |                   |  |     |
| Нап             |  | Валентин Денисов  |  | 41' |
| Вр              |  | Анзор Кавазашвили |  | 60' |
| Главный тренер: |  |                   |  |     |
| Виктор Маслов   |  |                   |  |     |

| ШАХТЁР:         |  |                   |
|                 |  |                   |
| Вр              |  | Борис Стрелков    |
| Зщ              |  | Николай Головко   |
| Зщ              |  | Геннадий Снегирёв |
| Зщ              |  | Вячеслав Алябьев  |
| Зщ              |  | Дмитрий Мизерный  |
| Зщ              |  | Владимир Сальков  |
| ПЗ              |  | Анатолий Родин    |
| ПЗ              |  | Олег Колосов      |
| ПЗ              |  | Юрий Ананченко    |
| ПЗ              |  | Юрий Захаров      |
| Нап             |  | Валентин Сапронов |
| Главный тренер: |  |                   |
| Олег Ошенков    |  |                   |